# Island Cruise
Island Cruise es un álbum de música New Age del grupo alemán Cusco, lanzado en 1984.

## Pistas
1. Island Of Dreams
2. Romantic Hawai
3. Seven Seas
4. Kiushu
5. Formosa
6. Happy Islands
7. Ibiza
8. Teneriffa
9. Bermudas
10. Hebrides
11. Guam

- Datos: Q9009877